# جولی کروز
جولی کروز (انگلیسی: Julee Cruise؛ زادهٔ ۱ دسامبر ۱۹۵۶ – ۹ ژوئن ۲۰۲۲) خواننده، ترانه‌نویس، بازیگر، موسیقی‌دان اهل ایالات متحده آمریکا بود. وی از سال ۱۹۸۵ میلادی تا هنگام مرگ مشغول فعالیت بود.
از فیلم‌ها یا برنامه‌های تلویزیونی که وی در آن نقش داشته‌است می‌توان به توئین پیکس، سمفونی صنعتی شماره ۱ و توئین پیکس: با من بر آتش برو اشاره کرد. کروز بیشتر برای تنها آهنگی که در سال ۱۹۸۹ روی اکران رفت به نام «سقوط» شناخته می‌شود، آهنگ موضوعی برای مجموعه تلویزیونی قله‌های دوقلو که در آن او همچنین به‌عنوان یک خواننده کاباره‌ای ظاهری جزئی داشت، وی بعداً در فیلم ۱۹۹۲ قله‌های دوقلو: با من بر آتش برو نیز تکرار شد. سریال احیاگر ۲۰۱۷ با نام بازگشت قله‌های دوقلو او همچنین در سمفونی صنعتی شماره ۱ تولید شد و در تئاتر آوانگارد لینچ و بادالامنتی به نمایش درآمد و در سال ۱۹۹۰ فیلمبرداری شده و در رسانه‌های خانگی پخش گردید. 
دیگر تک آهنگ‌های قابل توجه او عبارتند از " «دوباره در درون قلبم به تپش در می‌آید»(۱۹۹۰) و «اگر زنده بمانم» از آلبوم واید انگل او در سال ۱۹۹۹. در دهه ۱۹۹۰.
جولی کروز یکی از اعضای تور ب-۵۲ بود که جای سیندی ویلسون را پر می‌کرد. کروز همچنین بازیگر صحنه بود و در موزیکال برادوی بازگشت به سیاره ممنوعه و بیو موزیکال تابناک عزیزم را در سال ۲۰۰۴ ارائه کرد. آخرین آلبوم او، زندگی مخفی من، در سال ۲۰۱۱ منتشر شد.